# 紫村仁美
紫村 仁美（しむら ひとみ、1990年11月8日 - ）は、日本の陸上競技選手。専門は短距離走（100mハードル）。
リタジャパンアスリートクラブ（RITA JAPAN AC）所属。

## 人物
佐賀県鳥栖市出身。筑紫女学園高等学校、早稲田大学スポーツ科学部卒。
早稲田大学在学中はインカレで2度優勝。2013年4月同学卒業後、佐賀県立三養基高等学校の保健体育教員となり、同年6月に開催された第97回日本陸上競技選手権大会100mハードルにおいて、日本歴代2位タイ・大会新となる13秒02で優勝。モスクワで開催された世界陸上にも出場した。
2015年8月から東邦銀行陸上競技部に所属し、2017年ロンドン世界陸上や2018年アジア大会の日本代表に選出されたが、目標としていた東京オリンピック出場は叶わず、2021年11月末、大学の先輩で棒高跳び選手の笹瀬弘樹との結婚を機に退部した。しかしパリ五輪を目指して現役は続行しており、2022年5月の木南道孝記念陸上競技大会では日本人トップの2位に入った。

## 自己ベスト
- 100mハードル - 13秒00 （2024年6月2日、鳥取県 鳥取県立布勢総合運動公園陸上競技場）＝ 日本歴代7位。